# René Leroux
Pour les articles homonymes, voir Leroux.
René Leroux, né le 23 mars 1952 à Herbignac (Loire-Atlantique) et mort le 30 mai 2018 à Saint-Nazaire (Loire-Atlantique), est un homme politique français, membre du Parti socialiste.

## Biographie
Né à Herbignac, de parents agriculteurs, il est employé de banque au Crédit lyonnais et s'installe à La Turballe où il entame sa carrière politique en 1983, devenant conseiller municipal d'opposition. Six ans plus tard, il remporte 18 des 23 sièges à pourvoir (contre 3 à la liste Bustamente et 2 à celle de la majorité sortante) lors du scrutin municipal et est élu maire de la cité turballaise, qui bascule à gauche.
En 1993, il se présente aux législatives dans la septième circonscription – détenue par le gaulliste Olivier Guichard depuis 1967 – mais il est sévèrement battu par ce dernier (59,61 % contre 40,39 %). Candidat aux élections cantonales de 1994 dans le canton de Guérande, il vire en tête au premier tour en devançant Philippe Levenne (divers droite) et le conseiller général sortant RPR Michel Rabreau et au second, il l'emporte largement et à la surprise générale, dans une triangulaire, avec 53,08 % des voix.
Réélu premier édile dès le premier tour en 1995, il se porte à nouveau candidat dans la septième circonscription en 1997, à la suite de la dissolution de l'Assemblée nationale décidée par le président Chirac : à l'issue du deuxième tour, il bat de justesse Christophe Priou (RPR), faisant ainsi basculer un fief de droite. À la chambre basse, il siège dans le groupe socialiste et est membre de la commission de la production et des échanges.
Reconduit dans ses fonctions municipales en 2001, il ne se représente cependant pas aux cantonales, souhaitant se consacrer à son mandat national : un de ses adjoints, le socialiste Philippe Cluzeau, est alors battu par le maire de Guérande Jean-Pierre Dhonneur et le canton est repris par la droite. L'année suivante, lors des législatives, il est candidat à sa réélection mais doit céder son siège à M. Priou, son adversaire de 1997.
Fin 2006, Jean-Pierre Dhonneur décède en fonction et une élection cantonale partielle est organisée : candidat investi par le Parti socialiste, il bat largement Catherine Bailhache (UMP), en recueillant 56,55 % des suffrages. En 2008, il remporte un quatrième et dernier mandat de maire et au conseil général, il est désigné vice-président chargé de l'habitat.
À partir de 2014, il se retire progressivement de la vie politique et n'est pas candidat aux municipales de mars : la liste de la majorité sortante, conduite par Joseph Berton, est défaite par celle du divers droite Jean-Pierre Branchereau. Un an plus tard, il quitte son dernier mandat, celui de conseiller général, et est nommé maire honoraire le 29 juillet 2015.
Il meurt le 30 mai 2018 des suites d'une longue maladie.

## Détail des fonctions et des mandats
Mandat parlementaire
- 1er juin 1997 - 18 juin 2002 : député de la septième circonscription de la Loire-Atlantique

Mandats locaux
- 18 mars 1983 - 24 mars 1989 : conseiller municipal de La Turballe
- 24 mars 1989 - 4 avril 2014 : maire de La Turballe
- 27 mars 1994 - 11 mars 2001 : conseiller général du canton de Guérande
- 9 janvier 2003 - 9 avril 2008 : vice-président de Cap Atlantique
- 3 décembre 2006 - 22 mars 2015 : conseiller général du canton de Guérande
- 21 mars 2008 - 22 mars 2015 : 13e vice-président du conseil général